# Reruhi Shimizu
Reruhi Shimizu (Shimizu Reruhi (清水 礼留飛?); Myōkō, 4 dicembre 1993) è un saltatore con gli sci giapponese.

## Biografia
In Coppa del Mondo ha esordito il 24 novembre 2012 Lillehammer (28°) e ha ottenuto il primo podio il 23 novembre 2013 a Klingenthal (3°).
In carriera ha partecipato a un'edizione dei Giochi olimpici invernali, ossia Soči 2014 (18º nel trampolino normale, 10º nel trampolino lungo, 3º nella gara a squadre), e a una dei Campionati mondiali, vale a dire Val di Fiemme 2013 (5° nella gara a squadre dal trampolino lungo).

## Palmarès

### Olimpiadi
- 1 medaglia:
  - 1 bronzo (gara a squadre a Soči 2014)

### Coppa del Mondo
- Miglior piazzamento in classifica generale: 32º nel 2014
- 2 podi (a squadre):
  - 1 secondo posto
  - 1 terzo posto